# Zagóra (Dobra)
Zagóra – część wsi Dobra w Polsce położona w województwie podkarpackim, w powiecie przeworskim, w gminie Sieniawa, w sołectwie Dobra
W latach 1975–1998 miejscowość położona była w województwie przemyskim.
Zagóra jest położona przy DW 867 i obejmuje 22 domy.